# 布兰登·斯莱
布兰登·斯莱（英語：Brandon Slay，1975年10月14日—），美国男子摔跤运动员，主攻自由式。他曾代表美国参加2000年夏季奥林匹克运动会摔跤比赛，获得男子自由式沉量级金牌。